# فریتس آلبرت لیپمان
فریتس آلبرت لیپمان (به آلمانی: Fritz Albert Lipmann) (زاده ۱۲ ژوئن ۱۸۹۹ – درگذشته ۲۴ ژوئیه ۱۹۸۶) زیست‌شیمیدان آلمانی-آمریکایی و کاشف کوآنزیم آ در سال ۱۹۴۵ بود. به‌خاطر همین، وی در سال ۱۹۵۳ به‌همراه هانس آدولف کربس برنده جایزه نوبل فیزیولوژی و پزشکی شد.